# Каштак (аэродром)
Каштак — спортивный аэродром в Забайкальском крае в городе Чита. На аэродроме базируется Читинский аэроклуб (АСК) ДОСААФ.

## История
Разработка проекта аэродрома «Каштак» начата в 1929 году по приказу наркома авиационной промышленности. В 1930 г. представлен первый эскизный проект.
В период 1929—1932 гг. рассматривались разные варианты аэродрома с размерами ВПП
(длина и ширина) 800×30, 850×40 и 600×200. В 1933 году начаты строительные работы.
В 1935 году аэродром принят в эксплуатацию Правительством Советского Союза как военный аэродром. До войны на аэродроме базировались самолёты И-15, И-16, И-153, ТБ-3, ТБ-1, а также истребители МиГ-3 и транспортные самолёты Ли-2 и По-2.
В 1945 году стало ясно, что требования к военным аэродромам изменились, и «Каштак» стал уступать другим аэродромам, поэтому в 1948 году власти передали его во владение Добровольному Обществу содействия армии, авиации, флоту (ДОСААФ).
С 1956 года на аэродроме ежегодно проводятся разные воздушные праздники, в том числе День Воздушного флота.
С 1974 года на аэродроме (на специально отведённом кордодроме) проводят тренировки и соревнования авиамоделисты.
В 1982 году на одну из ВПП совершил посадку пустой (негружёный) самолёт Ту-154, после чего он взлетел оттуда.
В 2000-х годах местное чиновничество пыталось сократить территорию аэродрома, но ДОСААФ настояло на своём, и аэродром продолжает функционировать.